# Camillo Bechis
Camillo Bechis (Buttigliera d'Asti, 18 giugno 1890 – Torino, 31 dicembre 1969) è stato un generale italiano, distintosi come ufficiale nel corso della guerra italo-turca e della prima guerra mondiale. Trasferitosi nella Somalia italiana dopo la fine della Grande Guerra, il governatore Cesare Maria De Vecchi lo pose, dal 1925, al comando del gruppo dubat. Si distinse anche nel corso della guerra d'Etiopia. Insignito della Croce di Cavaliere dell'Ordine militare di Savoia, tre Medaglie d'argento e una Croce di guerra al valor militare.

## Biografia

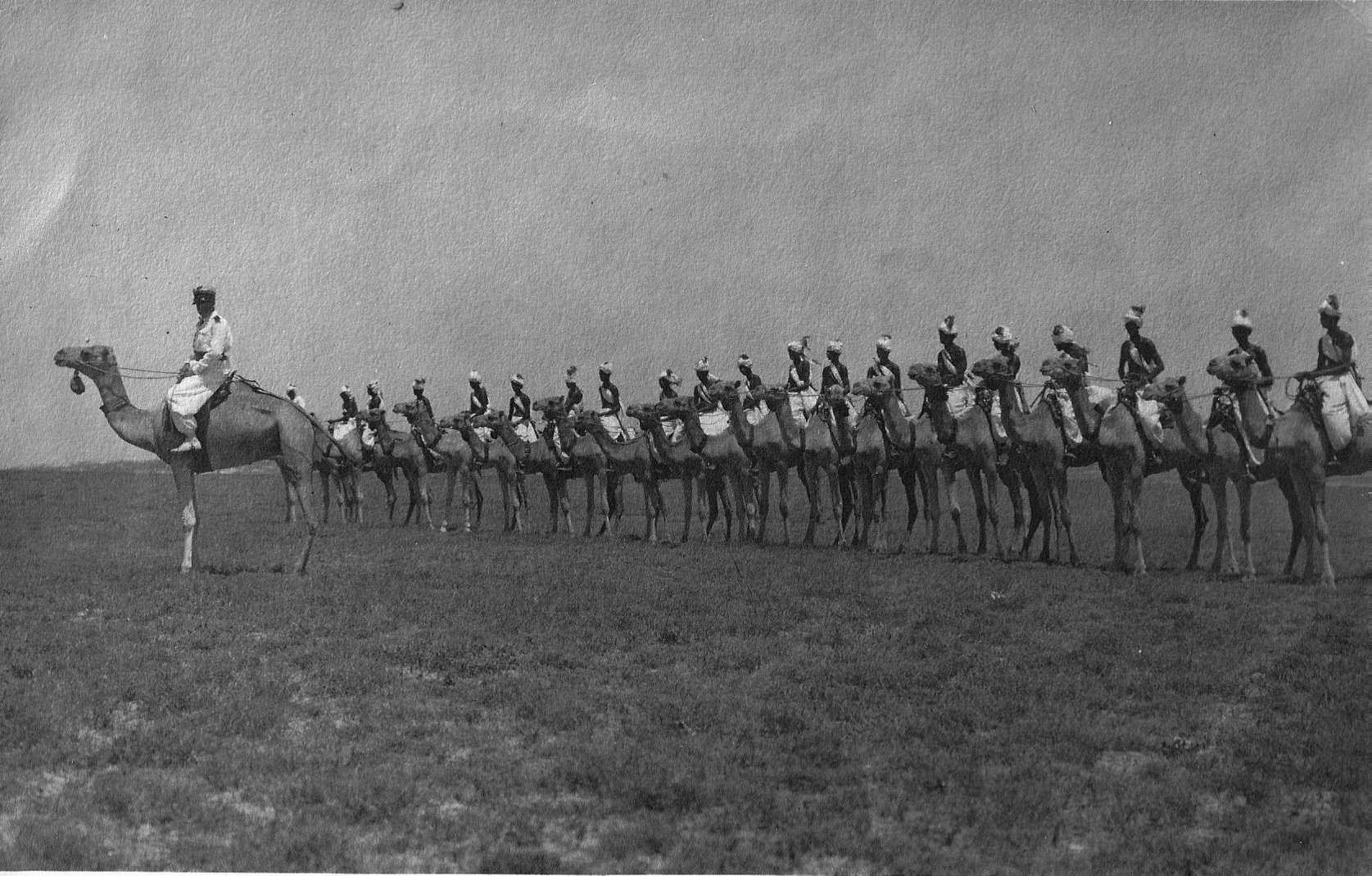
Camillo Bechis alla testa delle truppe cammellate (Dubat)

Nacque a Buttigliera d'Asti il 18 giugno 1890, figlio di Giuseppe. Dopo aver frequenta il liceo a Chieri si arruolò nel Regio Esercito iniziando a frequentare la Regia Accademia Militare di Fanteria e Cavalleria di Modena dalla quale uscì con il grado di sottotenente il 17 settembre 1910, assegnato all'arma di fanteria, corpo degli alpini. Nel 1911-1912 prese parte alla guerra italo-turca combattendo il Libia in forza al 3º Reggimento alpini. Decorato con una croce di guerra al valor militare, si distingue particolarmente nel corso della prima guerra mondiale. Come tenente in servizio presso la 85ª Compagnia, battaglione alpini "Susa", del 3º Reggimento alpini, il 21 giugno 1915 è decorato con una prima medaglia d'argento al valor militare. Promosso capitano in forza al battaglione alpini "Bassano" del 6º Reggimento alpini comandò la propria compagnia durante un assalto a una postazione nemica sul Monte Cukla (10-11 maggio 1916) venendo decorato con la seconda medaglia d'argento al valor militare. Tra il 16 e il 30 giugno guidò il suo reparto alla conquista di trinceramenti nemici, catturando un'intera batteria a Malga Fossetta, sul Monte Ortigara, venendo decorato con la terza medaglia d'argento al valor militare. 
Congedatosi dall'esercito dopo la fine della guerra, nel 1921 partì per stabilirsi nella Somalia italiana, dove si dedicò alle attività di commerciante e concessionario agricolo. Nel 1924, allo scoppio dei primi disordini lungo il confine con l'Etiopia, il Quadrumviro Cesare Maria De Vecchi di Val Cismon, governatore della Somalia italiana, per proteggere gli incerti confini dalle razzie abissine e per sequestrare le armi da fuoco che rendevano instabili e insicuri i protettorati nel nord istituì il corpo dei dubat. De Vecchi gli diede il comando del nuovo reparto, e il compito di organizzarlo con il grado di maggiore. I Dubàt fronteggiarono i clan riottosi in dure battaglie, sia sul confine dell'Etiopia che in quello del Kenya, che assunsero tutti i caratteri di una vera e propria guerra coloniale, supportata in alcune fasi da una divisione navale e una squadriglia aerea. Nominato commissario di confine diviene successivamente vicegovernatore della Somalia sotto Cesare Maria De Vecchi.
Nel 1928 rientrò in Patria, dove prende servizio come vice-direttore generale presso la Cassa di Risparmio di Torino. Nel 1936 partì volontario per combattere nella guerra d'Etiopia con il grado di tenente colonnello, distinguendosi subito nelle operazioni belliche sul fronte somalo a Gunu Gado (24 aprile), Bullalch (29 aprile) e Dagabur (1 maggio) coma comandante di un gruppo di quattro bande armate. Il 12 agosto 1937 fu insignito della Croce di Cavaliere dell'Ordine militare di Savoia. Promosso generale di brigata il 15 aprile 1942. Si spense a Torino il 31 dicembre 1969.

### Annotazioni
1. ↑  La parola dubàt, cioè “turbanti bianchi”, deriva dal colore del loro caratteristico copricapo (dal somalo “dub”, turbante, e ”àt”, bianco). La scelta è accuratissima e i risultati ottenuti dall'impiego delle bande, ne sono la conferma più tangibile. Il reclutamento avviene esclusivamente fra elementi delle “cabile” di frontiera, di sicuro affidamento, con lo spirito combattivo e straordinaria resistenza, grandi conoscitori del terreno e delle genti con le quali avrebbero avuto probabilità di incontrarsi o per fare la guerra o per impedire razzie e sconfinamenti.

### Fonti
1. 1 2  Generals.
2. 1 2  Bianchi 2012, p. 30.
3. ↑  Gruppo Alpini Chieri.
4. 1 2 3 4 5 6 7 8 9 10  Bianchi 2012, p. 31.
5. ↑  Autori vari, Aquile nella bufera, edito dall'Associazione Nazionale Alpini di Torino, Chieri, dicembre 2005
6. 1 2  L'Alpino n.21, 1 novembre 1937, p. 21.
7. ↑  Ordine militare d'Italia sul sito della Presidenza della Repubblica
8. ↑  Gazzetta Ufficiale della Repubblica Italiana n.56 del 27 febbraio 1963, pag.1038. Registrata alla Corte dei conti addì 18 dicembre 1962, registro n.87 Difesa-Marina, foglio n.54.
9. ↑   Bollettino ufficiale delle nomine, promozioni e destinazioni negli uffiziali, 1921,  p. 398. URL consultato il 12 marzo 2021.
10. ↑   Bollettino ufficiale delle nomine, promozioni e destinazioni negli uffiziali, 1921,  p. 1139. URL consultato il 12 marzo 2021.
11. ↑  Gazzetta Ufficiale del Regno d'Italia n.94 del 23 aprile 1936, pag.1705.
12. ↑   Bollettino ufficiale delle nomine, promozioni e destinazioni negli uffiziali, 1927,  p. 2623. URL consultato il 12 marzo 2021.